# آلن اف سگال
آلن اف سگال (انگلیسی: Alan F. Segal; ۲ اوت ۱۹۴۵ – ۱۳ فوریهٔ ۲۰۱۱)  پژوهشگر دینی اهل ایالات متحده آمریکا بود.
وی همچنین برندهٔ جوایزی همچون کمک‌هزینه گوگنهایم شده است.